# ارنی بیچم
ارنی بیچم (انگلیسی: Ernie Beecham؛ ۲۳ ژوئیه ۱۹۰۶ – ۱۴ اوت ۱۹۸۵) بازیکن فوتبال بود.
از باشگاه‌هایی که در آن بازی کرده‌است می‌توان به باشگاه فوتبال کویینز پارک رنجرز و باشگاه فوتبال فولام اشاره کرد.